# Uruma
Uruma (うるま市, Uruma-shi) est une ville située dans la préfecture d'Okinawa au Japon.

## Géographie

### Situation
Uruma est située dans la partie centrale de l'île d'Okinawa au niveau de la péninsule de Katsuren et comprend également les huit petites îles Yokatsu (Ikei, Hamahiga, Henza, Minamiukibara, Miyagi, Tsuken, Ukibara et Yabuchi).

### Démographie
Au 1er mai 2025, Uruma comptait 127 061 habitants répartis sur une superficie de 87,02 km2.

### Topographie
Le mont Ishikawa se trouve sur le territoire de la ville.

## Histoire
Les zones de l'actuelle ville d'Uruma ont été touchées pendant la Seconde Guerre mondiale au cours de la première partie de la bataille d'Okinawa. 
La ville morderne d'Uruma a été créée le 1er avril 2005, de la fusion des municipalités de Katsuren, Yonashiro, Gushikawa et Ishikawa.

## Patrimoine culturel et naturel
La ville d’Uruma compte quarante-quatre éléments désignés ou enregistrés comme patrimoine matériel culturel ou naturel, au niveau national, préfectoral ou municipal.
- Nom (japonais) (type d’enregistrement)

### Patrimoine matériel
- Documents relatifs au village d'Haebaru dans le magiri de Katsuren (勝連間切南風原村文書?) (Préfectoral)
- Instruments funéraires et documents ethnographiques de la famille Taira de Higashionna (東恩納平良家所蔵の葬具及び民俗資料?) (Municipal)
- Mairie du village d’Ishikawa (石川部落事務所?) (Municipal)
- Mobilier archéologique de l’amas coquillier de Kogachibaru (古我地原貝塚出土品?) (Préfectoral)
- Outils de la forge de la famille Iha Kanzēkū (伊波金細工鍛冶道具?) (Municipal)
- Outils de tissage pour l'Iha mensa (伊波メンサー織具?) (Municipal)
- Pont en pierre de Gāra (ガーラ矼?) (Municipal)
- Résidence Yoshimoto (吉本家?) (Municipal)
- Sanctuaire Kannondō de Kadekaru (嘉手苅観音堂?) (Municipal)
- Sanshin connu sous le nom de « Onaga Kējō » (三線翁長開鐘?) (Préfectoral)
- Sanshin de type Hiranaka Chinen (grand) (三線平仲知念型(大型)?) (Municipal)
- Sanshin de type Kamoguchi Yuna (moyen) (三線鴨口与那型(中型)?) (Municipal)
- Sanshin de type Makabi (三線真壁型?) (Préfectoral)
- Sanshin de type Makabi (grand) (三線真壁型(大型)?) (Municipal)
- Source Yan-gā (ヤンガー?) (Municipal)

### Patrimoine ethnologique
- Autel du dieu du feu Jitūdē Hi-nu-kan (地頭代火の神?) (Municipal)
- Site rituel de Nāgusuku Udun (宮城御殿?) (Municipal)
- Site sacré de Naka-no-Utaki (宮城御殿?) (Municipal)
- Source Taba-gā (田場ガー?) (Municipal)
- Source Yusachi-gā (与佐次川 (ユサチガー)?) (Municipal)

### Sites historiques
- Amas coquillier d’Henna (平安名貝塚?) (Préfectoral)
- Amas coquillier d’Iha (伊波貝塚?) (National)
- Colline Takinō d’Heshikiya (平敷屋タキノー?) (Municipal)
- Feu d’alerte de l’île de Miyagi (宮城島のヒータチ (火立て) 跡?) (Municipal)
- Grotte Shirumichū (シルミチュー?) (Municipal)
- Groupe de tunnels militaire à Arakawa/Kubō Gusuku (新川・クボウグスク周辺陣地壕群?) (Municipal)
- Iri Gusuku d’Henza (平安座西グスク?) (Municipal)
- Jōmīchā-baka (tombe à trois porte) de Kanekadan / Kadekadan Utē (兼箇段ジョーミーチャー墓 (兼箇段ウテー)?) (Municipal)
- Lions en pierre du village d’Haebaru (南風原の村獅子?) (Municipal)
- Route pavée d’Ufutabira (大田坂?) (Municipal)
- Route Waitui (ワイトゥイ?) (Municipal)
- Site archéologique de la grotte de Yabuchi (藪地洞穴遺跡?) (Municipal)
- Site archéologique de Nakabaru (仲原遺跡?) (National)
- Site de l’usine sucrière d’Heshikiya (平敷屋製糖工場跡?) (National)
- Site du bâtiment du Comité Consultatif d’Okinawa (沖縄諮詢会 (しじゅんかい) 堂跡?) (Municipal)
- Site du château d'Agena (安慶名城跡?) (National)
- Site du château de Katsuren (勝連城跡?) (National)
- Site du château d'Iha (伊波城跡?) (Préfectoral)
- Site du musée d’Higashionna (東恩納博物館跡?) (Municipal)
- Tombe d’Amamichū (アマミチューの墓?) (Municipal)
- Tombe de la Noro d’Iha (伊波ヌール墓?) (Municipal)
- Yamatunchū-baka (Tombe de personnes venant de Yamato) (ヤマトゥンチュウ墓?) (Municipal)

### Lieux de beauté pittoresque
- Source Inna-gā (犬名河 (インナガー)?) (Municipal)

### Monuments naturels
- Communauté végétale de Kubō Gusuku (クボウグスクの植物群落?) (Municipal)